# STET
STET, o Società Finanziaria Telefonica S.p.A., era una azienda italiana che operava nel settore delle telecomunicazioni. Era la società finanziaria appartenente al gruppo IRI per questo settore. Era un'impresa a integrazione verticale, cioè ricopriva al suo interno tutte le attività, dalla produzione dell'apparato, alla comunicazione, alla ricerca scientifica applicata.
È stato il sesto operatore mondiale di telecomunicazioni, con un fatturato stimato tra i 25 ed i 34.000 miliardi di lire ed un numero di dipendenti tra 101.000 e 144.000 dipendenti ed una lunga serie di bilanci in utile.

## Storia
STET è stata fondata il 21 ottobre 1933 dall'IRI con il nome di STET - Società Torinese per l'Esercizio Telefonico, sede a Torino e Direzione Generale a Roma, con lo scopo di provvedere all'indirizzamento sia dal punto di vista tecnico, sia da quello amministrativo-contabile, di tutte le concessionarie di Stato per il servizio telefonico in Italia e per servizi pubblici di telecomunicazioni. Inoltre aveva facoltà di assumere interessenze in altre aziende che erano attive nel settore della produzione di apparecchiature telefoniche e in quello dell'impiantistica per la telecomunicazione. Infatti nel 1933 SIP - Società idroelettrica piemontese, che controllava STIPEL, TELVE e TIMO, fu coinvolta nel crollo di Italgas e di Banca Commerciale Italiana e quindi dovette essere salvata da IRI, tramite STET.
Nel 1964, sotto la direzione di Silvio Golzio, tutte le società furono incorporate in SIP - Società Italiana per l'Esercizio Telefonico e fu creato il laboratorio di ricerca applicata del gruppo, CSELT, con l'obiettivo iniziale di unificare le reti telefoniche dal punto di vista tecnico. Nel 1976 venne realizzato anche il campus della Scuola Superiore Guglielmo Reiss Romoli a L'Aquila per le attività di formazione del gruppo nell'ambito delle tecnologie dell'informazione e della comunicazione.
La STET raggiunse il suo apice negli anni ottanta, durante i quali arriva a impiegare 136.000 dipendenti e a fatturare 14.400 miliardi di lire, di cui 11.000 dalle concessionarie, 3.500 da impiantistica e attività manifatturiere e il restante da editoria e telematica. Inoltre è un gigante che controlla azienda come Selenia, Sistel, Italtel e STET International, tramite cui è attiva in Grecia (STET Hellas), Brasile (Brasil Telecom), Spagna (Retevision), contribuendo alla proiezione tecnologica del sistema-Paese e allo sviluppo delle attività del gruppo Iri.
Nel 1992, durante la politica delle privatizzazioni portata avanti dal primo governo Amato (in particolare, in base all'accordo Andreatta-Van Miert), viene trasformata in "STET - Società finanziaria telefonica S.p.A." e vede ampliare il suo business all'editoria, alla pubblicità e all'informatica. Nel 1993 il direttore generale STET Miro Allione lascia la società per fondare la controllata Stream e diventarne presidente. La nuova società diventerà in breve tempo una delle più importanti pay TV digitali e satellitari italiane, promuovendo anche idee all'avanguardia sui tempi. Nel 1997 STET e Telecom Italia vengono fuse, insieme a Telespazio e Italcable: la nuova società prende il nome di Telecom Italia S.p.A. in concomitanza dell'uscita dell'amministratore delegato Ernesto Pascale.

## Stet International
Stet International era stata fondata il 14 aprile 1992 per gestire le partecipazioni estere del gruppo. Gli azionisti erano Stet con il 51%, 25% Sip, 15% Italcable, 9% Telespazio. Inizia quindi un'espansione internazionale soprattutto nei mercati dell'America Latina. Nello stesso anno fonda Stet Hellas ed entra nel mercato greco con Telestet.
Già due anni prima, tuttavia, Stet aveva debuttato in Argentina, partecipando alla gara per la privatizzazione di Entel, aggiudicandosi per 100 milioni di dollari il 60% di Sociedad Licenciataria Norte S.A. (società in cui è stato riunito tutto il distretto telefonico nord argentino), in cordata con France Telecom, JP Morgan e Perez Companc, associate nella società Nortel. Successivamente, in Nortel Inversora, rimarranno Telecom Italia (con il 32,5%), STET International Netherlands N.V. (con il 17,5%) e France Telecom (con il 50%). Sociedad Licenciataria Norte fu poi ribattezzata Telecom Argentina STET-France Télécom S.A.
Nel 1995, tramite la controllata olandese STET International Netherlands N.V., acquisisce:
- per 291 milioni di dollari, il 25% di Citel che controlla il 49% Etecsa, primo operatore telefonico di Cuba[35], che a seguito di altre operazioni, porta Stet a detenere direttamente il 29,29% di Etecsa con un investimento di altri 291,6 milioni di dollari (poi sceso al 27%)[36][37]. Secondo una interrogazione parlamentare, un articolo del New York Times e del Wall Street Journal, a seguito dell'acquisto di Etecsa, Stet ha dovuto indennizzare con 25 milioni di dollari ITT Corp, società americana che fino al 1959 forniva il servizio telefonico sull'isola e che fu nazionalizzato dall'esecutivo di L'Avana; l'importo è stato classificato come corrispettivo per l'utilizzo degli impianti costruiti a suo tempo da ITT a Cuba e poi, come detto, espropriati[38][39][40][41][42].
- per 610 milioni di dollari, il 50% di Entel, secondo operatore telefonico in Bolivia[43]: la proprietà sarà detenuta poi da Euro Telecom International N.V., subholding di STET International Netherlands N.V.[34].

Nel 1995 Stet International vede il suo 51% essere detenuto da Stet ed il 49% da Telecom Italia.
Nel 1996 Stet International Netherlands NV compra;
- il 20% di Entel, il più grande operatore telefonico del Cile, per 250 milioni di dollari[45]; un ulteriore 29,95% sarà comprato per 905 milioni di dollari nel 2001 fino ad arrivare a detenere il 54,76%[46][47].
- si aggiudica il 49% di RadioMobil (gruppo České Radiokomunikace), secondo operatore della Repubblica Ceca, con altre imprese associate nel consorzio TMobil, di cui possiede il 12%[48][49][50][51][52].

Nel 1997 Stet International Netherlands rileva:
- per 893 milioni di marchi, il 29% di Telekom Srbija, primo operatore di rete fissa e secondo operatore mobile[53][54].
- per 780 milioni di dollari, il 60% di Retevision, secondo operatore di telecomunicazioni in Spagna, insieme ad Union Fenosa ed Endesa[55][56][57][58].
- per 8,4 miliardi di scellini, il 25% di Mobilkom Austria, operatore mobile in Austria[59]
- partecipa insieme a Bouygues e Veba alla nascita di un nuovo operatore di telefonia fissa, 9 Telecom[60]. Inoltre, tramite la subholding Stet Mobile Holding, acquisisce il 19,61% di BDT, che detiene il 55% di Bouygues Telecom[61][62][63][64].

Secondo quanto riportato nel 1997 da ADN Kronos le partecipazioni detenute da Stet International Holding ammontavano ad oltre 4.500 miliardi di lire. Nel 2003, durante un'audizione parlamentare, si arriva a parlare di un valore delle partecipazioni attorno ai 6.000 miliardi di lire.
Nel 1998 Stet International Netherlands, in cordata con altre imprese, vince il bando di gara da 2.200 miliardi di lire per la privatizzazione di Telebras (si aggiudica il 19% delle azioni ordinarie ed il 38% delle privilegiate), in Brasile: entra nel gruppo Stet, Solpart, holding di controllo di Tele Centro Sul (rete fissa e mobile). Dopo diversi passaggi, la società viene rinominata TIM Participações e continua la sua crescita nel mercato brasiliano.
Nel 2000, tramite la holding capofila per i servizi di telefonia mobile, Stet Mobile Holding N.V. ha acquisito per 180 milioni di dollari le licenze per le frequenze 2G e ha costituito TIM Perù per lo svolgimento delle attività.
Nel giugno dello stesso anno, Stet International S.p.A. razionalizza le partecipazioni della holding Stet International Netherlands NV: tutte le società che operano nel settore della telefonia mobile vengono conferite nella subholding Stet Mobile Holding NV che verrà controllata da Telecom Italia Mobile S.p.A. mentre a Stet International Holding faranno capo tutti gli operatori integrati di telefonia fissa e mobile e sarà detenuta da Telecom Italia S.p.A.
A fine 2000, Stet International S.p.A. conferisce le sue partecipazioni nelle due holding olandesi a favore di Tim e Telecom Italia. Stet Mobile Holding NV viene fusa con TIM International BV ed assume la denominazione di TIM International NV al 100% di Telecom Italia Mobile S.p.A. La partecipazione in Stet International S.p.A. è stata annullata.
Gli asset di Stet International Netherlands sono stati valutati 10,67 miliardi di euro e quelli di Stet Mobile Holding 9,2 miliardi.
È stata il quarto operatore telefonico in Europa ed il sesto nel mondo.

## Attività
Come detto, STET era una società finanziaria dell'IRI per il settore delle telecomunicazioni che come caposettore, controllava molte società impegnate in vari campi:
- servizi di telecomunicazioni
- Servizi telematici
- Impiantistica
- Servizi editoriali
- Attività manifatturiere elettroniche e di impiantistica
- Pubblicità

## Partecipazioni prima della liquidazione
- Ilte 76%
- Finsiel 74%
- Italtel 59%
- Telecom Italia 59%
- TIM 57%
- STET International 51%
- SCS Comunicazione Integrata 51%
- Telespazio 50%
- Sirti 49%
- Italcable 47,25%
- Iritel
- SIP 58%
- Stream S.p.A.
- Optimes 51%

## Dati economici e finanziari
Nel 1994, la STET aveva fatturato oltre 33.000 miliardi di lire.
Il capitale sociale della STET era detenuto per il 64% dall'IRI.
Il gruppo STET impiegava 133 000 persone.